# 和平號 (潛水艇)

和平號（俄语：“Мир”，是世界或和平的意思）是一種具有自行移動能力的深海潛艇。該計畫最初是由蘇聯科學院（現在的俄羅斯科學院）以及設計院所發起，向芬蘭訂購了兩輛。和平1號 與和平2號在1987年交付，是由芬蘭商勞馬-雷波拉（Rauma-Repola）的子公司Oceanics所設計與建造。建造計畫是在希爾紹夫海洋研究所的工程師與承包商的監督之下進行。

## 特徵
潛水艇的建造目的在於科學研究。雖然他們無法讓人在水面下登艦，但這些潛艇也可以進行潛艇救援行動。兩台和平號潛艇的指揮中心與母船都是研究船克爾德什院士號（R/V Akademik Mstislav Keldysh）。兩台和平號潛艇由俄羅斯科學院使用。
和平號潛艇的最大下潛深度是6000公尺，透過這艘潛艇，可以探索全世界98%的海洋底部。這是全世界7個下潛深度超過3000公尺的可載人潛艇中的兩個，其他幾台則是美國的阿爾文號（Alvin）、海崖號（Sea Cliff），日本的新海號（Shinkai），法國的鸚鵡螺號（Nautile）。這些深海潛艇的成員都是3人。
傳統上，深海潛艇的乘員區都是以鈦金屬焊接而成。和平號的乘員區則是以馬氏體時效鋼打造，比鈦金屬的強度重量比高10%。這種合金含有約30％的鈷和少量的鎳、鉻和鈦。兩個半球以機械加工鑄造，然後拼裝在一起，以避免產生焊接處。製造後潛艇的密度接近水的密度，所以可以在不同深度中輕鬆的移動。另有8立方公尺的合成泡棉提供額外的浮力。不同於其它的深海潛艇使用鐵製重錘下潛到海底，和平號使用載壓水艙（Ballast tank）進行深度與浮力的調節。
- 和平號長7.8米，寬3.6米，重量18600公斤（最大有效載重為290公斤）。乘員活動區的艇壁厚5公分，內部工作區直徑為2.1米。有三個視窗(窗口厚18公分)：正面視窗直徑20公分；兩個側面窗口直徑12公分。
- 電力由100kWh的鎳鎘電池所提供。電動馬達驅動液壓泵為液壓機械手臂與3個推進器提供動力。船尾的液壓推進器出力為9千瓦，兩側的推進器出力則為2.5千瓦。水下最高時速為5節。
- 垂直深度游兩個球型的載壓水箱控制，分別為船頭與船尾。可以視需要使用壓縮空氣將水由水箱中排出。
- 潛艇內的氣壓保持恆定在一大氣壓，內部的空氣循環採用與太空梭類似的方式，利用氫氧化鋰去除掉累積的二氧化碳。
- 與海面的連繫是使用VHF無線電。配備有範圍250米的影像聲納裝置，可以顯示附近物體的影像並測量距離。也可以在接近海底時測得距離海床的距離。
- 潛艇內的維生系統可以維持單人246個小時，或者是維持3人小組3.42天。
- 潛艇的設計壓力深度為6000公尺，並且已經通過125%的壓力測試。在實地測試中，和平1號下潛至6170公尺，而和平2號則下潛至6120公尺深。
- 原先設計的液壓控制機械手臂位在一個可伸縮的頭盔狀觀景窗內，不過在1994年的一項重大改革中已經移除。
- 和平號的最大垂直速度為每分鐘40米，因此往返海面與海底需耗時數小時[2]。

## 芬蘭與蘇聯的合作
兩台在冷戰期間製造的和平號是芬蘭與蘇聯經濟與技術合作的最佳例子。而來自加拿大、法國與瑞典的潛艇競標提案，很可能是因為政治壓力而撤回。
由於巴黎統籌委員會的限制，大部分使用的技術在芬蘭開發。電子設備由霍爾明（Hollming（页面存档备份，存于））生產。合成泡棉則是由芬蘭的Exel Oyj製造，這方面材料的領導者3M公司，則拒絕提供他們的產品。
122米長的母船R/V 克爾德什院士號（Akademik Mstislav Keldysh）1980年於芬蘭勞馬的霍爾明造船廠（現在的芬蘭STX）建造。

## 探險隊

### 鐵達尼號和俾斯麥號的拍攝
在1990年代中期和21世紀初，和平號潛水艇曾使用於拍攝美國電影製片人詹姆斯·卡梅隆膾炙人口的電影《鐵達尼》，鐵達尼號如今沉沒在3821公尺深的海底。和平號也用做拍攝卡梅隆的電影紀錄片《深淵幽靈》（Ghosts of the Abyss），以及沉沒在4700公尺深海底的俾斯麥號戰艦，製成2002年的紀錄片《發現俾斯麥號》（Expedition: Bismarck)。

### 2007年北極探險
2007年8月2日，俄羅斯派出和平號執行首次對地理北極的載人下潛任務，抵達4261公尺深的海底。在這處俄羅斯於2001年宣告的領土上進行科學研究。和平1號的機組員均為俄國籍。和平2號的機組員則是國際組合：包括俄國、澳洲與瑞典人。
和平1號在海底插了一支高一米的鈦合金製俄羅斯聯邦國旗，由加里寧格勒的設計局“法克爾”製造，並留下了一個時間膠囊，其中裝有留給後世的訊息，以及統一俄羅斯黨的旗幟。
抵達北極海底的同時，也採取了當地的土壤和水樣。

#### 誤解與爭論
在宣佈極地探險後的不久，一些報紙試圖挑起爭端，聲稱這次的探險是偽造的，因為有一些畫面來自詹姆斯克麥隆的電影「鐵達尼號」。事實上，俄羅斯電視台曾用鐵達尼號的畫面（他們擁有版權）做為這次深海探險的圖解。他們在和平號抵達北極海床數小時以前使用這些畫面，並已明確指出，畫面是從電影而不是從現場傳回。路透社沒有注意到這個份聲明，引述了錯誤的資料。路透社在稍後發表的聲明中表示道歉：路透社誤認這個畫面傳自北極，而不是在北大西洋，隨後他們重新放上了正確的報導 。

### 2008-2009年貝加爾湖探險
2008年7月，兩台和平號開始了一項為期兩年的貝加爾湖探險計畫，貝加爾湖是全世界最大最深的淡水湖，近2000米。這項探險計畫由俄羅斯科學院主導。大約160次的探險航程計畫抵達湖底，湖底仍有相當大的區域未被探索。在8月1日的航程中，俄羅斯總理普丁（Vladimir Putin）隨船一同探索了湖泊的南部區域。

## 外部連結
- The MIR Submersibles（页面存档备份，存于） - PDF 小冊
- 和平號潛水艇
- 神奇的和平號（页面存档备份，存于）